# 順天堂大學醫學部附屬順天堂醫院

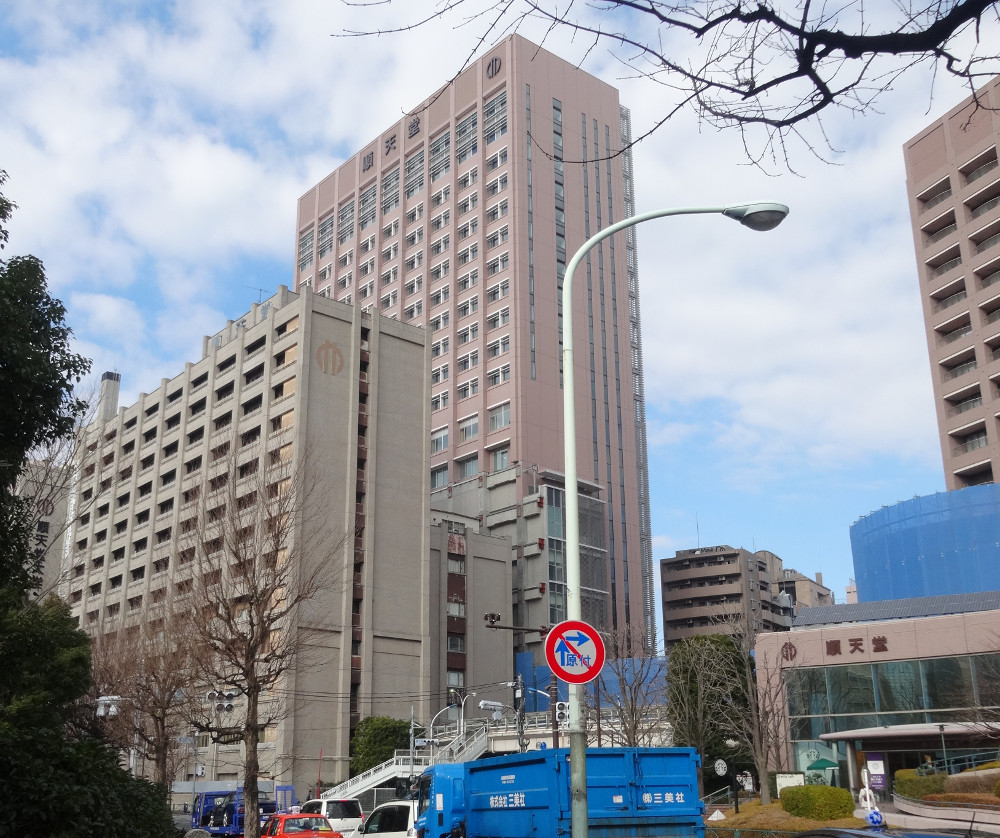
B棟（中央）、2號館（左）與1號館（右）

順天堂大學醫學部附屬順天堂醫院（日语：／）位於日本東京都文京區本鄉，是學校法人順天堂所屬的教學醫院。不同於日本醫院名稱普遍使用的，順天堂所屬的醫院都使用。
2019年4月至2019年3月的平均每日門診患者數達4,456人。
院區主要位於順天堂大學本鄉校區內，然而1號館與B棟分別位於四線道（文京區道836號）兩側，有空橋相連。
作為在國際標準臨床研究等方面發揮核心作用的國內核心醫院，厚生勞動省將本院列為「臨床研究中核醫院」。

## 沿革
1873年（明治6年）2月2日。順天堂第二代堂主佐藤尚中在下谷練塀町開設順天堂醫院。1875年（明治8年）4月3日移至現在位址。舊本館於1927年（昭和2年）竣工。1964年（昭和39年）11月7日設立日本第一座ICU。舊本館改建的現1號館於1993年10月12日開院。同年12月1日取得特定機能醫院認證。2015年12月12日成為日本第一間取得JCI（Joint Commission International）認證的大學醫院本院。

## 診療科
- 綜合診療科
- 心臟血管內科
- 消化內科
- 呼吸內科
- 腎·高血壓内科
- 膠原病·風濕內科
- 血液內科
- 糖尿病·內分泌內科
- 腦神經內科
- 心理診所
- 小兒科·青春期科
- 食道·胃外科
- 大腸·肛門外科
- 肝·膽·胰外科
- 乳腺科
- 心臟血管外科
- 呼吸外科
- 小兒外科·小兒泌尿生殖器外科
- 腦神經外科
- 骨科·運動診療科
- 整形外科
- 皮膚科
- 泌尿科
- 眼科
- 耳鼻咽喉·頭頸科
- 腫瘤內科
- 放射線科
- 產科·婦科
- 救急科
- 麻醉科·疼痛門診
- 臨床檢查醫學科
- 牙科·口腔外科
- 病理診斷科
- 復健科
- 乳腺中心
- 心臟中心
- 急診初級照護中心
- 東京都難病相談·支援中心
- 小兒科·小兒外科·周產期母子醫療中心（母子醫育支援中心）
- 癌症治療中心
- 臨床研究·治驗中心（GCP中心）
- 認知症疾患醫療中心
- 癲癇中心
- 緩和照護中心
- 女性低侵襲外科·生殖中心
- 足疾患中心
- 遺傳門診

## 醫療機关指定等
- 保險醫療機關（日语：保険医療機関）
- 救急告示醫療機關（日语：救急告示医療機関）
- 假日、全夜間診療事業實施醫療機關
- 勞災保險指定醫療機關
- 指定自立支援醫療機關（更生醫療、育成醫療、精神通院醫療）
- 身體障害者福祉法指定醫師配置醫療機關
- 精神保健指定醫師（日语：精神保健指定医）配置醫療機關
- 生活保護法指定醫療機關
- 結核指定醫療機關（日语：結核指定医療機関）
- 指定養育醫療機關（早產兒醫療）
- 原子彈被害者一般疾病醫療處理醫療機關（日语：原子爆弾被害者一般疾病医療取扱医療機関）
- 公害醫療機關
- 母體保護法指定醫師（日语：母体保護法指定医師）配置醫療機關
- 特定機能醫院（日语：特定機能病院）
- 災害據點醫院（日语：災害拠点病院）
- 臨床研修指定醫院（日语：臨床研修指定病院）
- 臨床修練指定醫院
- 愛滋病治療據點醫院（日语：エイズ治療拠点病院）
- 特定疾患治療研究事業（日语：特定疾患治療研究事業）委託醫療機關
- DPC對象醫院（日语：DPC対象病院）
- 小兒慢性特定疾患治療研究事業（日语：小児慢性特定疾患治療研究事業）委託醫療機關
- 地域周產期母子醫療中心（日语：周産期母子医療センター）
- 地域癌症診療連攜據點醫院（日语：地域がん診療連携拠点病院）
- 認知症疾患醫療中心（日语：認知症疾患医療センター）
- 東京都小兒癌症診療醫院
- 日本職棒千葉羅德海洋醫療協助（2020年球季起）[7]

## 先進醫療
- 家族性阿茲海默症基因診斷（日本國內唯一）
- 病毒引起難治性眼感染疾患的迅速診斷（PCR法）
- 低密度脂蛋白血漿析離術
- MRI及超音波檢查影像融合之前列腺切片檢查
- 紫杉醇靜脈給藥（一週一次）及卡鉑腹腔內給藥（三週一次）合併療法－上皮性卵巢癌、輸卵管癌或原發性腹膜癌
- 培美曲塞（Pemetrexed）靜脈給藥及順鉑靜脈給藥併用療法－肺癌（扁平上皮肺癌及小細胞肺癌除外，僅限從病理學判斷完全切除之患者。）
- 在初次皮質類固醇治療中加入Clopidogrel、Pitavastatin及Tocopherol acetate合併投藥抑制股骨頭壞死－全身性紅斑狼瘡（僅限進行初次皮質類固醇治療的病患。）
- FOLFIRINOX療法－膽道癌（僅限無法切除或術後復發。）
- Gemcitabine靜脈投藥、白蛋白結合-紫杉醇靜脈投藥與紫杉醇腹腔內投藥併用療法－伴隨腹膜擴散之胰臟癌
- S-1口服給藥與紫杉醇靜脈和腹腔內給藥的併用療法－胰臟癌（無遠距轉移、腹膜轉移。）
- 糞便微生物叢移植－復發性困難梭狀桿菌（Clostridioides difficile）相關下痢症、腸炎
- 周術期Durvalumab靜脈給藥療法－肺尖-胸腔入口腫瘤（僅限於化學放射線療法後，無同側肺門淋巴結、縱隔腔淋巴結、同一肺葉或同側肺葉內的轉移及遠距轉移。）

## 瀧野川分院
1953年6月1日，租用當時北區西原町889番地小峰醫院（精神科醫院）開設的分院。診療科有內科與精神科。但因業績不佳於1958年9月30日閉院。閉院後曾改建為看護師宿舍、看護學生宿舍，之後返還。

## 交通方式
- JR東日本中央線、東京地下鐵丸之內線御茶之水站步行5分
- 東京地下鐵丸之內線・都營地下鐵大江戶線本鄉三丁目站步行7分
- 東京地下鐵千代田線新御茶之水站步行7分
- 都營巴士東43系統、茶51系統「順天堂醫院」巴士站下車

## 醫療事故
岩手縣74歲女性因心臟衰竭入院，然而看護師將點滴裝置電源關閉，導致提升血壓的強心劑停止注射，患者因低血壓陷入休克。

## 新生兒抱錯事件
1967年，順天堂醫院發生新生兒抱錯事件。1974年受害者進行親子鑑定後確認非親生子女，然而院方反認為是母親外遇才導致親子血型不符。
2015年，母親向醫院提出告訴。
2016年4月，被害男性要求醫院提出親生父母資訊。在經歷七次協調後，院方承認錯誤，但不願提供親生父母相關資訊，並只提供遠低於要求的賠償金進行和解。
雙方和解後，順天堂大學仍未向被害者男性道歉，於是被害者向媒體告發。2018年4月，順天堂醫院承認報導內容，但考慮到對當事者家庭的影響，請求媒體停止報導

## 特別病房
順天堂醫院在過去設有權貴人士專用的特別病房。如椎名悅三郎等政治家，以及陷入1976年洛克希德事件的實業家小佐野賢治都曾入住。病房採用假名並謝絕會客。當時若要入住特別病房，使用者每日需多負擔四萬日圓以上的差額。

## 外部連結
- 順天堂大學醫學部附屬順天堂醫院 （页面存档备份，存于）